# Iwaniwci (obwód chmielnicki)
Iwaniwci (ukr. Іванівці) – wieś na Ukrainie, w obwodzie chmielnickim, w rejonie chmielnickim, w hromadzie Wołoczyska. W 2001 liczyła 379 mieszkańców, spośród których 372 wskazało jako ojczysty język ukraiński, 3 rosyjski, a 4 inny.